# Lillie P. Bliss

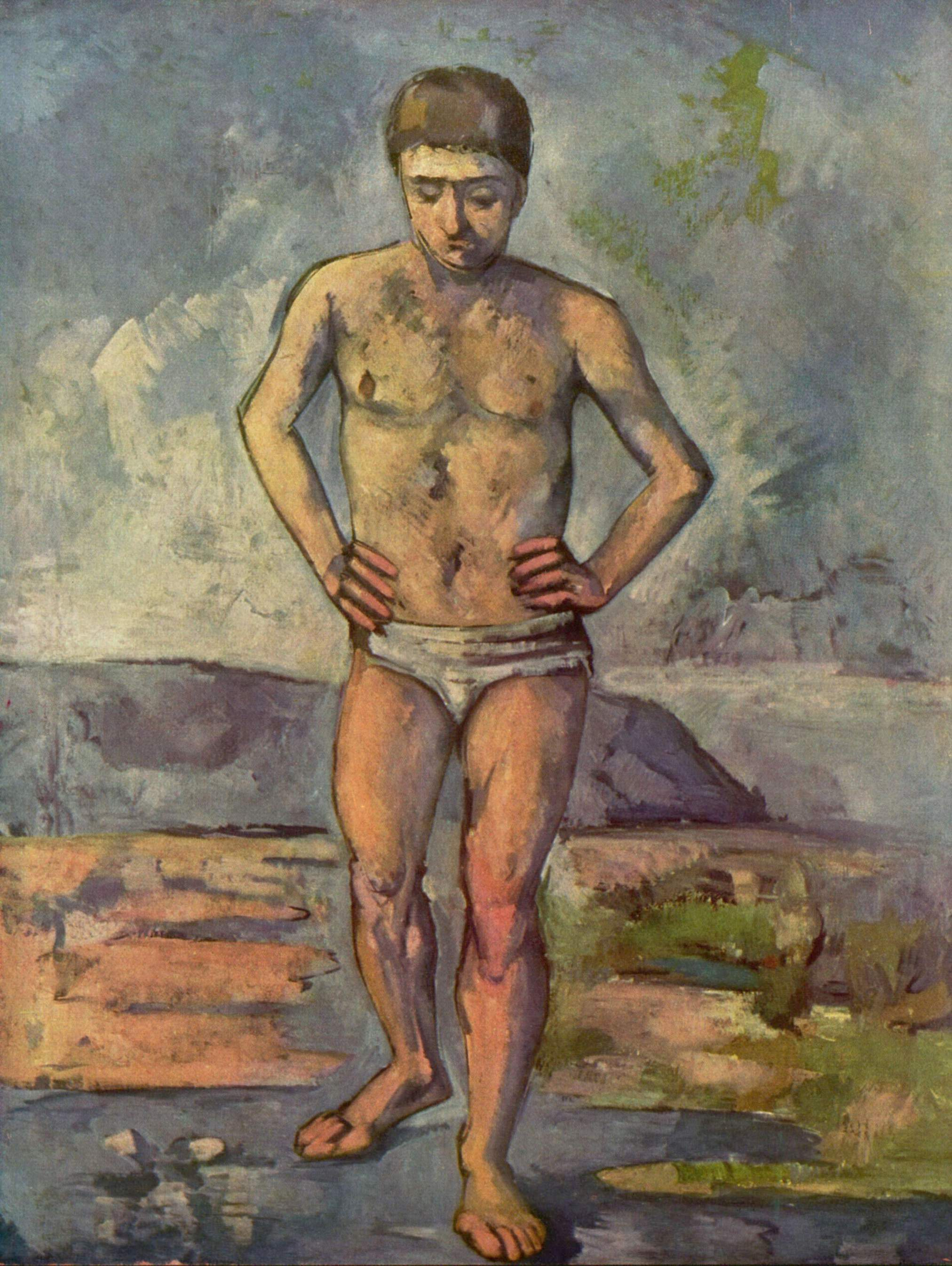
Paul Cézanne: The Bather, 1885–1887, Bảo tàng Nghệ thuật Hiện đại, trước đây là bộ sưu tập của Lillie P. Bliss. Tranh sơn dầu 97 × 127 cm (38.19 × 50.00 in)

Lizzie Plummer Bliss (sinh ngày 11 tháng 4 năm 1864 tại Boston - mất ngày 12 tháng 3 năm 1931 tại thành phố New York), còn được gọi là Lillie P. Bliss, là một nhà sưu tập nghệ thuật và nhà bảo trợ người Mỹ. Vào đầu thế kỷ 20, bà là một trong những nhà sưu tập nghệ thuật hiện đại hàng đầu ở New York. Là một trong những người bảo trợ cho Triển lãm Quốc tế về Nghệ thuật Hiện đại năm 1913, bà cũng đóng góp cho các cuộc triển lãm khác liên quan đến việc nâng cao nhận thức của công chúng về nghệ thuật hiện đại. Năm 1929, bà đóng vai trò quan trọng trong việc thành lập Bảo tàng Nghệ thuật Hiện đại. Sau khi bà qua đời, 150 tác phẩm nghệ thuật từ bộ sưu tập của bà trở thành nền tảng cho các bảo tàng và cơ sở cho sự hình thành của các bộ sưu tập trong nhà. Trong số này có các tác phẩm của các họa sĩ như Paul Cézanne, Georges Seurat, Paul Gauguin, Henri Matisse, Pablo Picasso và Amedeo Modigliani.

## Gia đình và thời thơ ấu
Lizzie Plummer Bliss sinh năm 1864 tại Boston, là con gái của thương gia dệt may Cornelius Newton Bliss (1833–1911), vợ ông là Mary Elizabeth Bliss, sinh ra Plummer (1836–1923). Từ khi còn nhỏ, gia đình và bạn bè gọi bà là Lillie P. Bliss. Trong số ba anh chị em, chỉ có người anh trai sinh năm 1874 là Cornelius Newton Bliss, Jr. đến tuổi trưởng thành. Khi bà được 2 tuổi gia đình bà chuyển đến thành phố New York. Lillie P. Bliss không đến trường mà được dạy bởi các gia sư riêng. Cha của bà giữ chức Bộ trưởng Nội vụ Hoa Kỳ dưới thời Tổng thống William McKinley từ năm 1897 đến năm 1899. Do vợ của ông thường xuyên đau ốm và ốm yếu nên con gái ông thường xuyên tháp tùng ông tới các sự kiện chính thức ở Washington, DC. trong thời gian này.
Trong những bữa tiệc chiêu đãi tại nhà của cha mẹ, Lillie P. Bliss với thiên hướng nghệ thuật đã gặp các diễn viên như Walter Hampden, Ruth Draper và Ethel Barrymore. Thời trẻ, sở thích nghệ thuật chính của bà là âm nhạc cổ điển và đương đại. Ở tuổi ba mươi, bà bắt đầu hỗ trợ tài chính cho các nghệ sĩ piano và ca sĩ opera trẻ tuổi. Bà cũng hỗ trợ nhóm nhạc tứ tấu đàn dây (Kneisel Quartet) do Franz Kneisel (1885–1917) quản lý và Quỹ Juilliard dành cho đào tạo âm nhạc. Trong số những người bạn của bà có nhà phê bình âm nhạc Richard Aldrich và nhạc sĩ Charles Martin Loeffler.
Một trong những cuộc gặp gỡ sớm nhất của bà với nghệ thuật hiện đại là các chuyến thăm quan triển lãm tại Câu lạc bộ Union League của New York. Cha của bà là thành viên của câu lạc bộ này và cũng là chủ tịch của câu lạc bộ từ năm 1902 đến năm 1906. Câu lạc bộ thường xuyên trưng bày các tác phẩm của các nghệ sĩ còn sống. Ví dụ, 34 bức họa của Claude Monet đã được trưng bày ở đó vào năm 1891. Sau khi cha của bà mất vào năm 1911, Bliss lúc đó chưa kết hôn nên đã trở về sống với mẹ trong một căn hộ trên đường 37 ở Manhattan.

## Xây dựng bộ sưu tập nghệ thuật
Bức họa của họa sĩ người Mỹ Arthur B. Davies là một trong những tác phẩm nghệ thuật được bà mua sớm nhất. Bà đã gặp người nghệ sĩ ở trong studio của anh ấy và tham quan các buổi triển lãm nghệ thuật với anh ấy và giáo viên mỹ thuật Mary Quinn Sullivan. Trong những năm tiếp theo, Bliss đã xây dựng được bộ sưu tập tác phẩm tư nhân lớn nhất của Davies ở Hoa Kỳ.
Bạn của bà là bác sĩ Christian Archibald Herter thỉnh thoảng cùng bà chơi piano như một cellist giải trí. Thông qua anh, bà đã gặp chị dâu của mình là họa sĩ Adele Herter, người đã thành lập ra Women's Cosmopolitan Club ở thành phố New York cùng với Abby Aldrich Rockefeller và 5 phụ nữ khác vào tháng 3 năm 1911. Lillie P. Bliss gia nhập hội này vài tháng sau đó. Bà và Abby Aldrich Rockefeller trở thành bạn đời của nhau. Những mối quan tâm chung của họ sau đó đã dẫn đến việc thành lập Bảo tàng Nghệ thuật Hiện đại. Cùng năm, Hiệp hội các họa sĩ và nhà điêu khắc Hoa Kỳ được thành lập; trong số những người đồng sáng lập có Arthur B. Davies, nghệ sĩ Walt Kuhn và nhà phê bình Walter Pach. Trong những suốt những năm đó, Bliss đã mua lại rất nhiều bức họa của Kuhn và cả 3 đều đóng vai trò quan trọng trong việc chuẩn bị cho Triển lãm Quốc tế về Nghệ thuật Hiện đại vào năm 1913, mục đích là mang đến những xu hướng nghệ thuật mới nhất trước công chúng Mỹ. Các địa điểm khác, chẳng hạn như Học viện Thiết kế Quốc gia bảo thủ vào thời điểm này từ chối ủng hộ các xu hướng nghệ thuật hiện tại.
Sáu tuần trước khi triển lãm Bảo tàng Nghệ thuật Hiện đại, Bliss đã mua hai bức họa phong cảnh bao gồm một bức tranh và một bức màu phấn của Pierre-Auguste Renoir và Edgar Degas tại chi nhánh New York của phòng tranh Durand Ruel. Bà ấy đã cho Triển lãm Quốc tế về Nghệ thuật Hiện đại mượn những tác phẩm này và cũng hỗ trợ kinh phí để tổ chức triển lãm. Từ cuộc triển lãm, bà đã mua một số lượng lớn các tác phẩm nghệ thuật bao gồm Silence và Roger and Angelica của Odilon Redon. Từ những cuộc gặp gỡ cá nhân với các nghệ sĩ trong triển lãm, bà đã có thêm được một số tình bạn dài lâu. Như trường hợp của một số các nghệ sĩ có tác phẩm mà bà ấy đã mua như Charles Sheeler, Charles và Maurice Prendergast.
Các tác phẩm của Paul Cézanne tạo thành tâm điểm trong bộ sưu tập của bà ấy. Bliss có được tác phẩm Cézanne đầu tiên của mình (The Street, 1875) từ bộ sưu tập của bạn bà là Arthur B. Davies ngay sau khi triển lãm Bảo tàng Nghệ thuật Hiện đại kết thúc. Không bị ảnh hưởng bởi những đánh giá tiêu cực, Bliss đã mua lại bức họa Fruits and Wine và 8 bức họa màu nước của Cézanne từ cuộc triển lãm được Félix Fénéon biên tập tại phòng trưng bày Montross ở New York vào năm 1916.

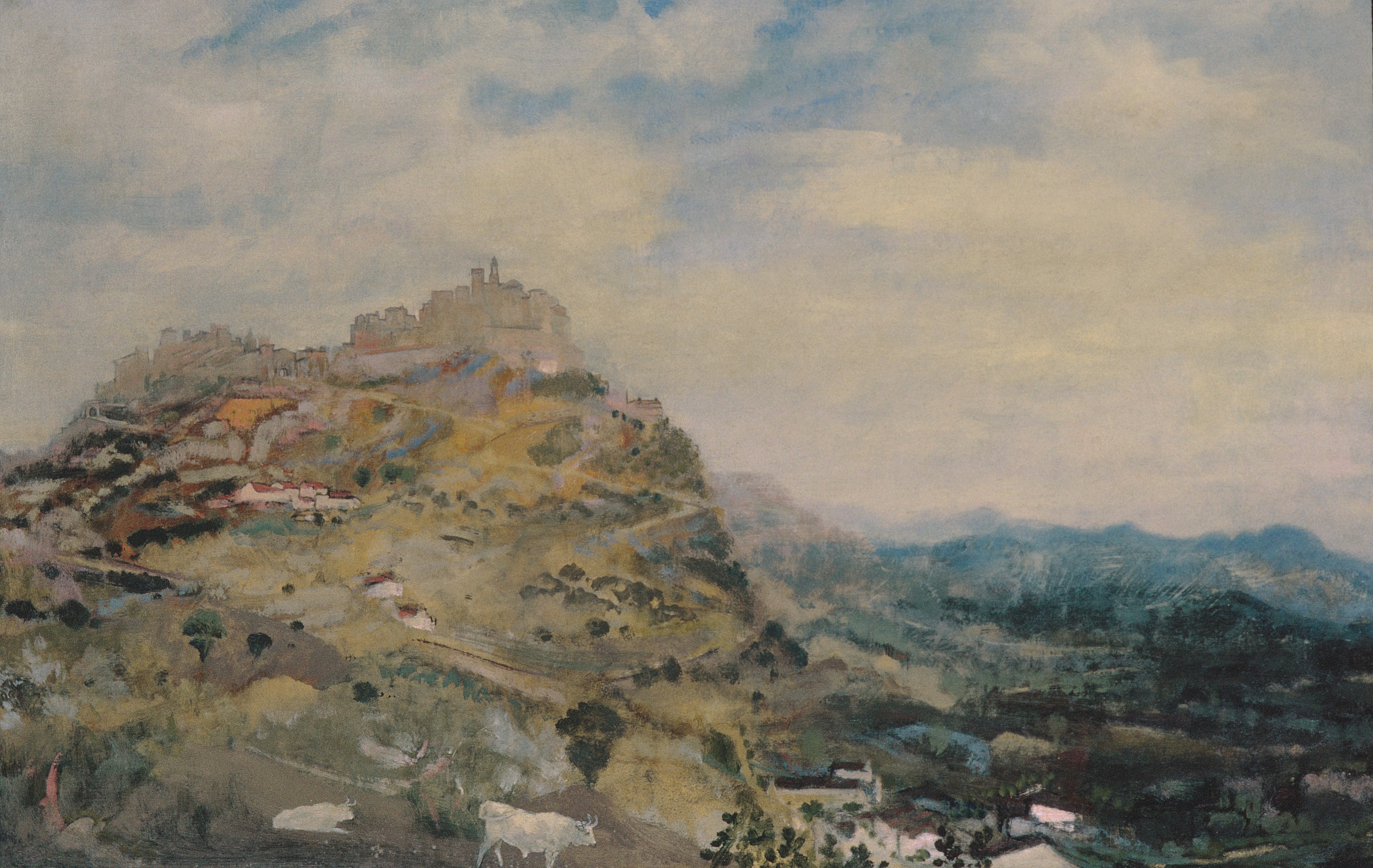
Arthur B. Davies: Italian Hill Town, ca. 1925, tặng cho Bảo tàng Nghệ thuật Metropolitan. Tranh sơn dầu trên vải, 65.7 × 101.3 cm
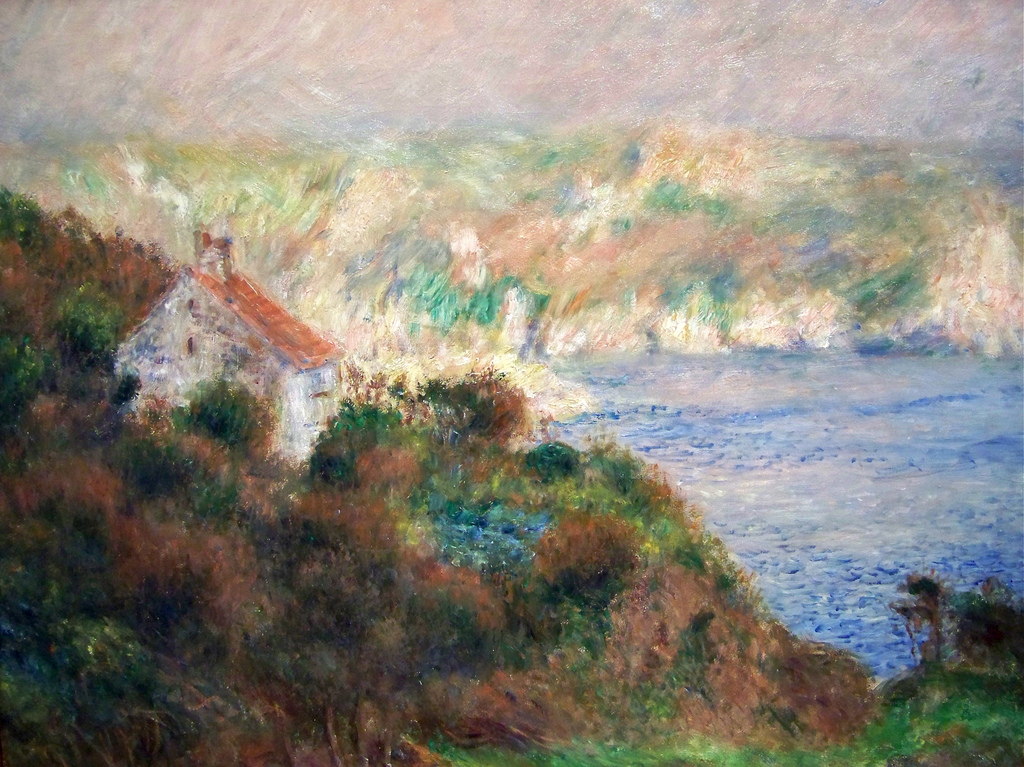
Pierre-Auguste Renoir: Brouillard à Guernsey, 1883, ngày nay là Bảo tàng Nghệ thuật Cincinnati. Tranh sơn dầu trên vải, 54 × 65 cm
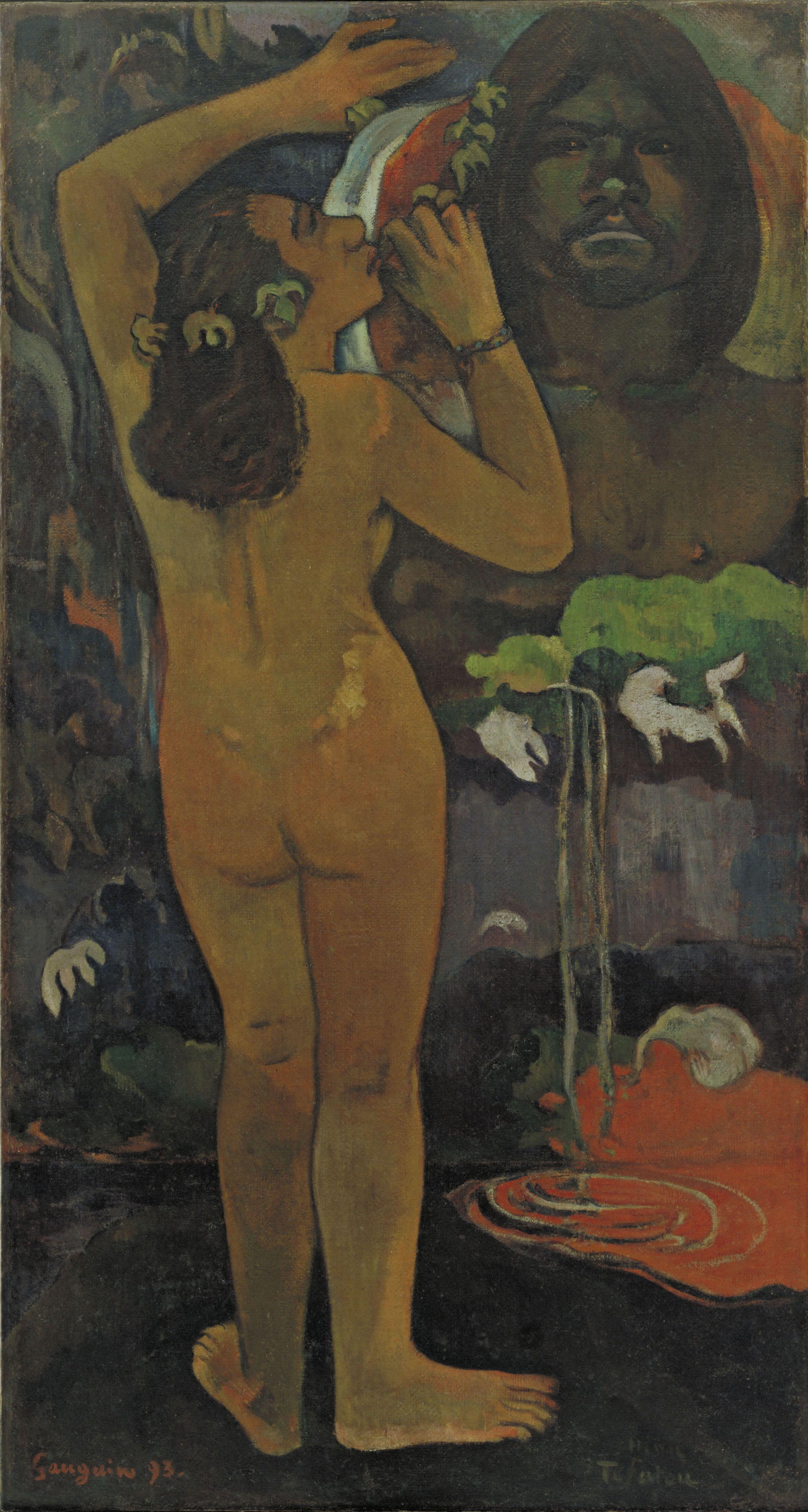
Paul Gauguin: Hina Te Fatu, 1893, tặng cho Bảo tàng Nghệ thuật Hiện đại. Tranh sơn dầu trên vải bố, 114.3 × 62.6 cm (45.00 × 24.65 in)
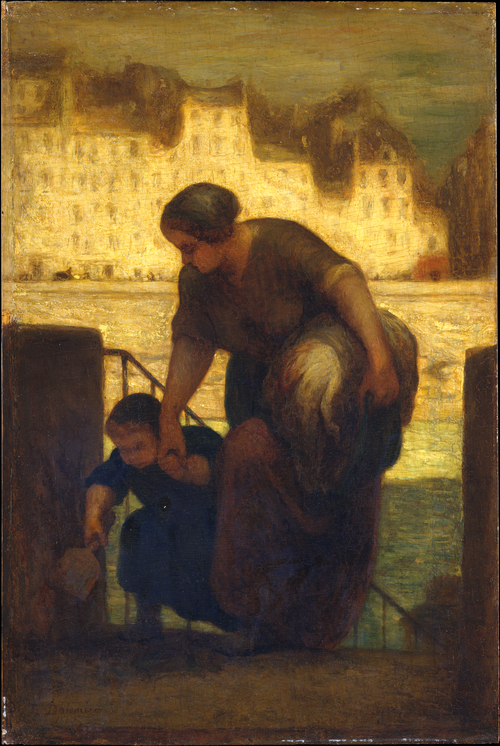
Honoré Daumier: The Laundress, ca. 1863, Bảo tàng Nghệ thuật Metropolitan ngày nay. Tranh sơn dầu trên gỗ, 48.9 × 33 cm
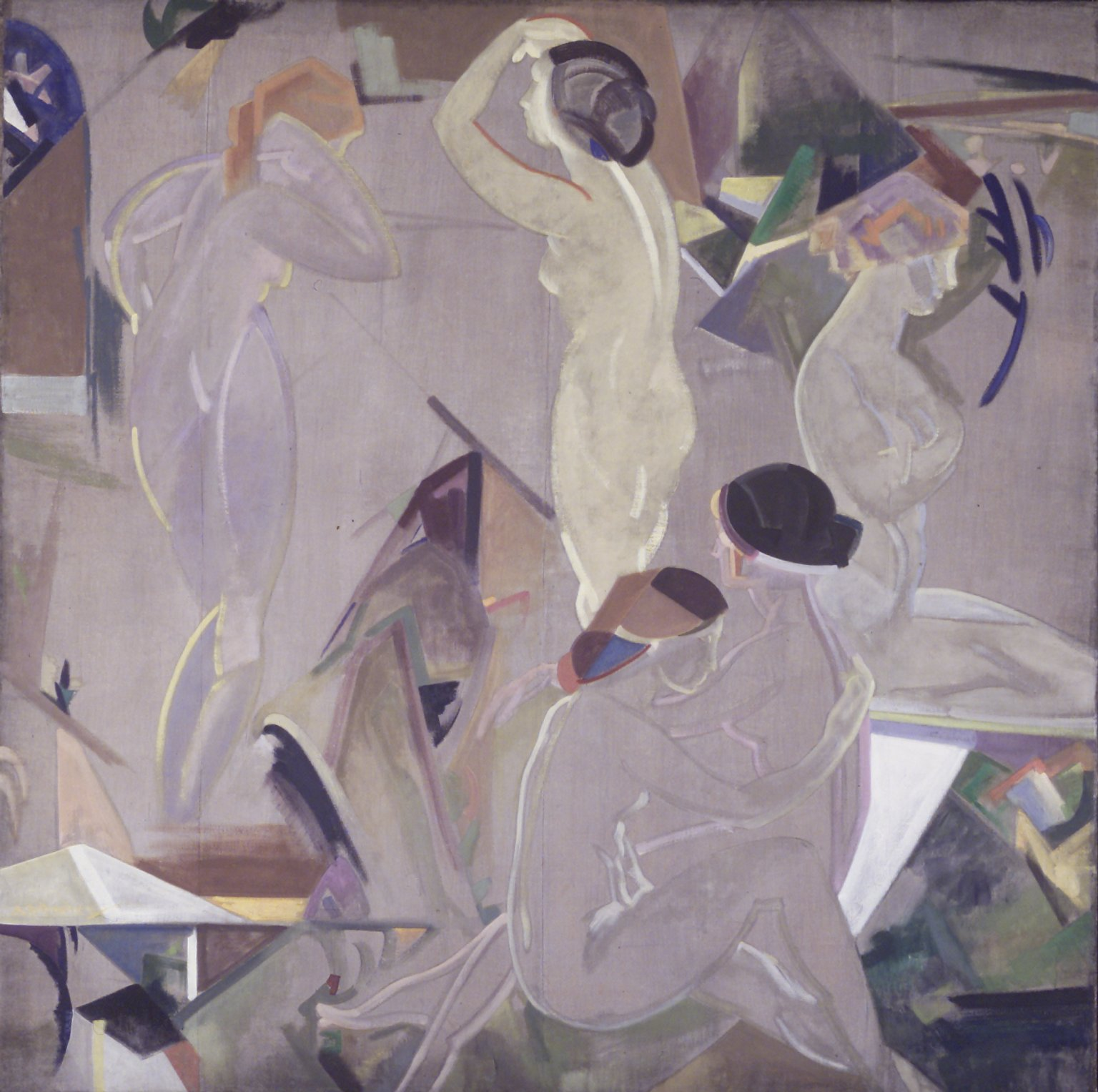
Arthur B. Davies, The Dawning, 1915. Tặng cho Bảo tàng Brooklyn

Qua những người bạn là những nhà sưu tập nghệ thuật Louisine Havemeyer và John Quinn, bà ấy đã thuyết phục người phụ trách của bức họa Bryson Burroughs tổ chức Triển lãm cho mượn các bức họa theo trường phái ấn tượng và hậu ấn tượng trong Bảo tàng nghệ thuật Metropolitan vào năm 1921. Quinn cho mượn 26, Bliss 12 (bao gồm 5 tác phẩm của Cézannes và bức họa Degas), Havemeyer 2 tác phẩm (cả 2 người phụ nữ đều ẩn danh tính). Báo chí chỉ trích việc Quinn là người đã ngầm gây ra vấn đề này, chỉ trích ủy ban công dân tự bổ nhiệm và mô tả cuộc triển lãm này là "nguy hiểm". Bức họa Quinn Hina Te Fatou (The Moon and the Earth) của Paul Gauguin từ bộ sưu tập của anh ấy đã được tờ báo New York World nêu tiêu biểu cho  tác phẩm Bolshevik đáng ghét được trưng bày trong triển lãm. Không nản lòng trước những lời chỉ trích đó, một thời gian sau Bliss đã mua lại bức họa này và cho vào bộ sưu tập của mình.
Từ năm 1924 đến năm 1929, Bliss đi du lịch châu Âu mỗi năm một lần để thảo luận về các chiến lược phát triển nghệ thuật mới - đặc biệt là ở Pháp. Tuy nhiên, các giao dịch để phát triển bộ sưu tập của bà hầu như luôn được thực hiện tại các đại lý nghệ thuật ở New York hoặc chi nhánh New York của các phòng trưng bày ở châu Âu. Trong những năm này, ngoài những tác phẩm hiện đại, bà còn mua một số các tác phẩm nghệ thuật cũ. Ví dụ vào năm 1927, bà ấy đã mua một tác phẩm của trường phái Hậu ấn tượng Georges Seurat (Port-en-Bessin, Harbor Entrance) và một tác phẩm của trường phái chủ nghĩa hiện thực Honoré Daumier (The Laundress).

## Người sáng lập Bảo tàng Nghệ thuật Hiện đại
Sau khi Arthur B. Davies mất vào tháng 10 năm 1928, một số cuộc triển lãm đã được tổ chức để gợi nhớ về của ông; Bliss đã mượn nhiều tác phẩm nghệ thuật cho họ. Trong cuộc đấu giá bộ sưu tập nghệ thuật của mình, Bliss và Abby Aldrich Rockefeller là một trong những người mua và cả hai đã cùng xây dựng một kế hoạch thành lập một tổ chức chuyên tổ chức các cuộc triển lãm nghệ thuật hiện đại ở New York. Việc Bảo tàng Nghệ thuật Metropolitan kiên quyết từ chối triển lãm nghệ thuật cuối thế kỷ 19 và các tác phẩm của các nghệ sĩ đương đại là một trong những một yếu tố quyết định.
Vào cuối tháng 5 năm 1929, Abby Aldrich Rockefeller mời Bliss và Mary Quinn Sullivan đi ăn trưa để thảo luận về việc thành lập một bảo tàng nghệ thuật hiện đại. Một vị khách được mời khác là nhà sưu tập nghệ thuật và là người từng là thành viên hội đồng quản trị của Phòng trưng bày nghệ thuật Albright tại Buffalo tên A. Conger Goodyear. Goodyear đã đồng ý điều hành vòng tròn này với tư cách là chủ tịch, Bliss trở thành phó chủ tịch của anh ấy và Rockefeller được giao vai trò thủ quỹ. Một thời gian ngắn sau, nhà sử học đống thời cũng là nhà sưu tập nghệ thuật và cũng là người bạn của Rockefeller Paul J. Sachs cũng tham gia; tiếp theo đó là sự tham gia của nhà xuất bản và cũng là bạn của Bliss Frank Crowninshield, bạn của cả Bliss, Rockefeller và cũng là chủ một tiệm văn học ở New York Josephine Porter Boardman. Vào ngày 7 tháng 11, cuộc triển lãm đầu tiên của Bảo tàng Nghệ thuật Hiện đại đã khai mạc trong không gian cho thuê của Tòa nhà Heckscher số 730 đại lộ 5 nằm tại góc đại lộ 5 và phố 57 ở Manhattan. Bliss đã đóng góp một số bức họa từ bộ sưu tập của mình cho cuộc triển lãm đầu tiên, mang tên Cézanne, Gauguin, Seurat, Van Gogh, .

## Những năm cuối đời và di sản
Mặc dù Bliss yếu đi bởi căn bệnh ung thư trong những năm tháng cuối đời, bà đã tham gia tích cực vào việc thành lập Bảo tàng Nghệ thuật Hiện đại cho đến trước khi qua đời một thời gian ngắn. Ví dụ, ngày 2 tháng 3 năm 1931 bà đến thăm triển lãm Toulouse-Lautrec/Redon nơi bà đã đóng góp 3 tác phẩm của Odilon Redon và các bức họa của bà về Toulouse-Lautrec. Vào ngày 12 tháng 3 năm 1931, Bliss qua đời tại New York và được chôn cất tại Nghĩa trang Woodlawn Cemetery ở Bronx. Hai tháng sau khi bà qua đời, Bảo tàng Nghệ thuật Hiện đại đã giới thiệu là cuộc triển lãm thứ 12 trong đó có các tác phẩm của 24 nghệ sĩ từ bộ sưu tập của Lillie P. Bliss để tưởng nhớ người đồng sáng lập Bảo tàng.
Theo di nguyện của mình, Bliss ủng hộ các tổ chức từ thiện như Bệnh viện New York và Hiệp hội Cải thiện Điều kiện Người nghèo New York bằng các khoản đóng góp tài chính. Bà để lại một phần bộ sưu tập nghệ thuật của mình cho Bảo tàng Nghệ thuật Metropolitan, bao gồm các tác phẩm của Arthur B. Davies và bức họa Claude Monet 'The Rocky Cliffs at Étretat.
Trước sự ngạc nhiên của những người bạn từ Bảo tàng Nghệ thuật Hiện đại, bà đã tặng phần lớn bộ sưu tập nghệ thuật của mình bao gồm 150 tác phẩm nghệ thuật cho viện Bảo tàng. Bảo tàng ban đầu chỉ phục vụ mục đích triển lãm tạm thời, do đó bà đã góp phần tạo nền tảng cho một bộ sưu tập lâu dài. Các điều kiện gắn với từng di sản trong di chúc bao gồm một "cơ sở tài chính bảo đảm" sẽ được cung cấp bởi bảo tàng trong vòng 3 năm. Điều kiện này nếu được đáp ứng sẽ bảo mật vĩnh viễn bộ sưu tập.
Một quy định trong di chúc của bà ấy chủ động và hữu ích cho bộ sưu tập của bảo tàng trong tương lai: bộ sưu tập các tác phẩm nghệ thuật của bà ấy có thể được bán hoặc đổi lấy các tác phẩm nghệ thuật khác. Chỉ có ba bức họa, hai bức họa của Cézanne là Still Life with Apples, Still Life with Ginger Container, Sugar and Oranges và của Daumier là Laundress thì không thuộc quy định này. Những tác phẩm này không bao giờ có thể bán mà chỉ được trao cho Bảo tàng Metropolitan nếu không phù hợp với Bảo tàng Nghệ thuật Hiện đại. Hai bức họa của Cézanne vẫn còn trong Bảo tàng Nghệ thuật Hiện đại, bức họa Daumier được chuyển vào bộ sưu tập của Bảo tàng Metropolitan vào năm 1947.

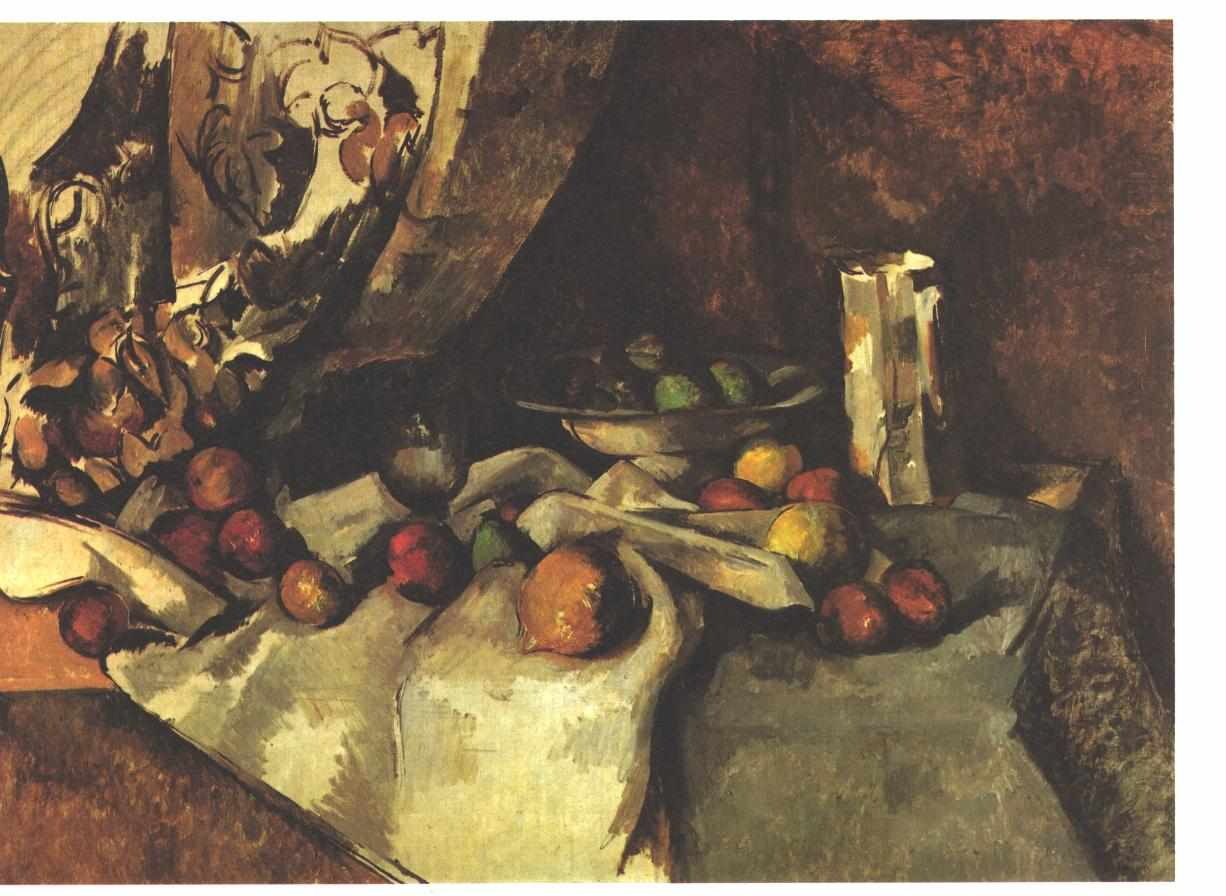
Paul Cézanne: Still life with apples, 1895–1898, tặng cho Bảo tàng Nghệ thuật Hiện đại. Tranh sơn dầu trên vải, 27 × 361⁄2" (68.6 × 92.7 cm).
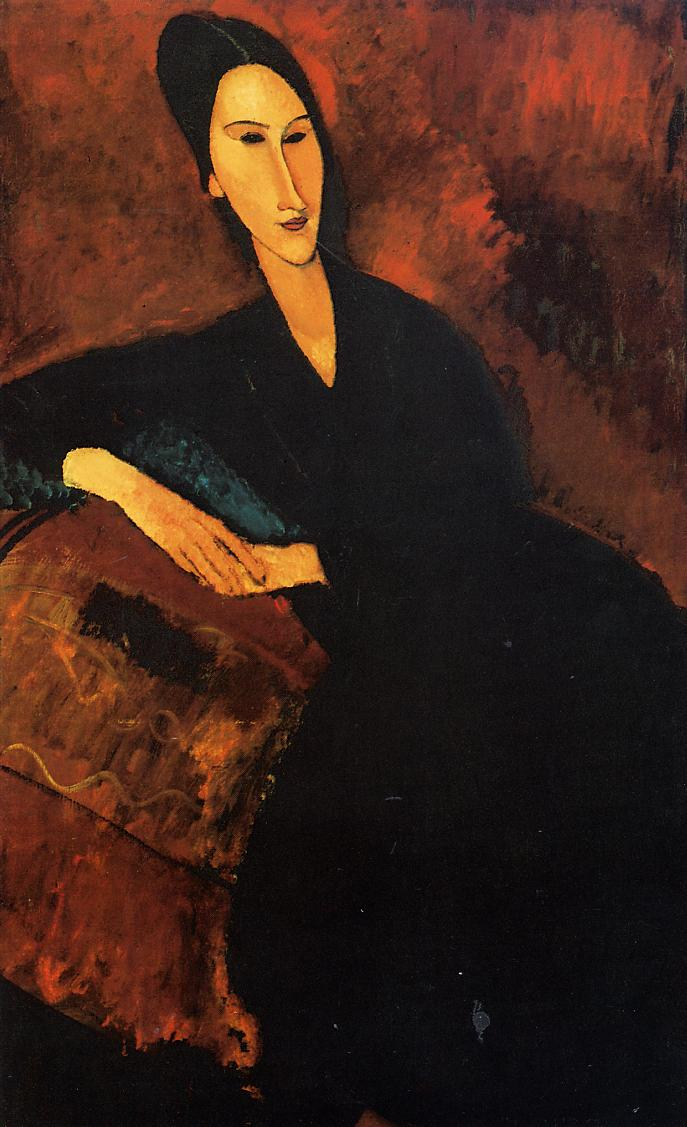
Amedeo Modigliani: Portrait Anna Zborowska, 1917, tặng cho Bảo tàng Nghệ thuật Hiện đại. Tranh sơn dầu trên vải, 511⁄4 × 32" (130.2 × 81.3 cm).
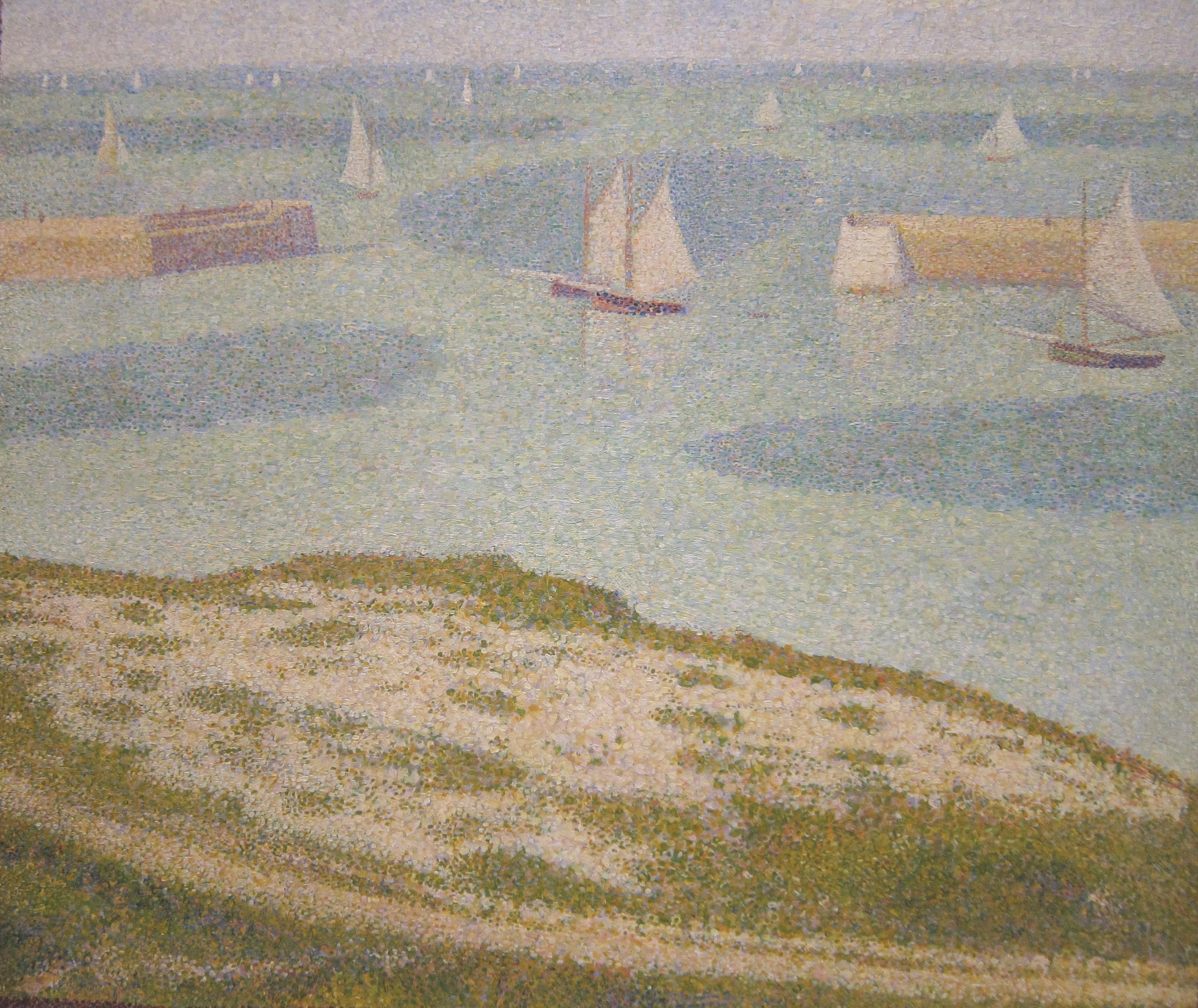
Georges Seurat: Port-en-Bessin, Entrance to the Harbor, 1888, tặng cho Bảo tàng Nghệ thuật Hiện đại. Tranh sơn dầu trên vải, 215⁄8 × 255⁄8" (54.9 × 65.1 cm)
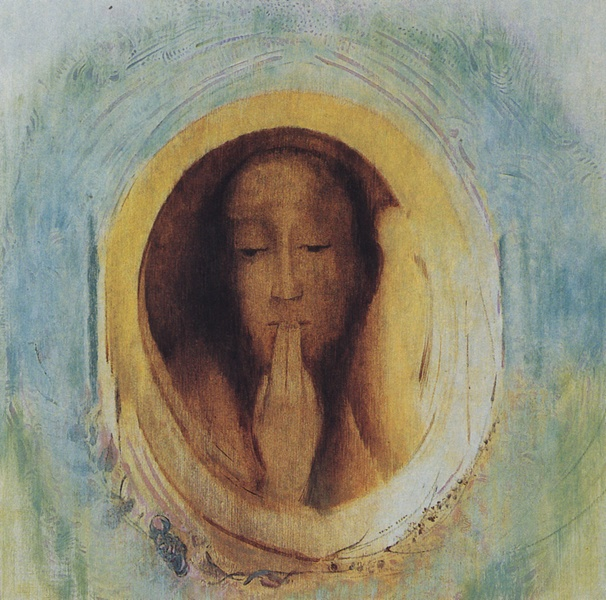
Odilon Redon: Silence, 1911, tặng cho Bảo tàng Nghệ thuật Hiện đại. Tranh sơn dầu trên giấy đã chuẩn bị, 211⁄2 × 211⁄4" (54.6 × 54 cm)

Trong số các tác phẩm quan trọng nhất từ bộ sưu tập Bliss trong Bảo tàng Nghệ thuật Hiện đại ngày nay là bức họa của Cézanne The Bathers và bức họa tĩnh vật của Amedeo Modigliani Portrait of Anna Zborowska, Still Life in Green của Pablo Picasso, Hina Te Fatou của Paul Gauguin, Port-en-Bessin, Harbor Entrance của Georges Seurat, Interior with Violin Case của Henri Matisse, Silence và Roger and Angelica của Odilon Redon.
Giám đốc đầu tiên của Bảo tàng Nghệ thuật Hiện đại, Alfred H. Barr nói về tầm quan trọng của bộ sưu tập này: "Với Bộ sưu tập của Bliss, New York giờ đây có thể nhìn trực diện London, Paris, Berlin, Munich, Moscow và Chicago khi công chúng quan tâm đến các bộ sưu tập nghệ thuật hiện đại. Nếu không có nó, chúng tôi sẽ vẫn phải cúi đầu như một cộng đồng lạc hậu."

## Di vật của Lillie P. Bliss

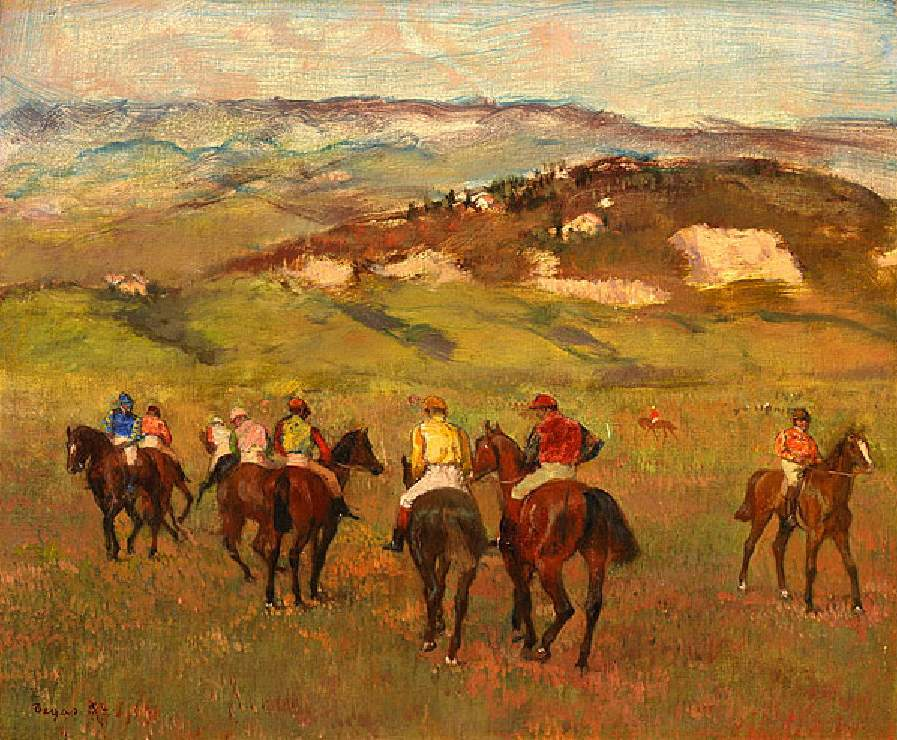
Edgar Degas: Jockeys on Horseback before Distant Hills, 1884, Viện nghệ thuật Detroit ngày nay. Tranh sơn dầu trên vải, 1711/16 × 215/8 in. (44.9 × 54.9 cm)

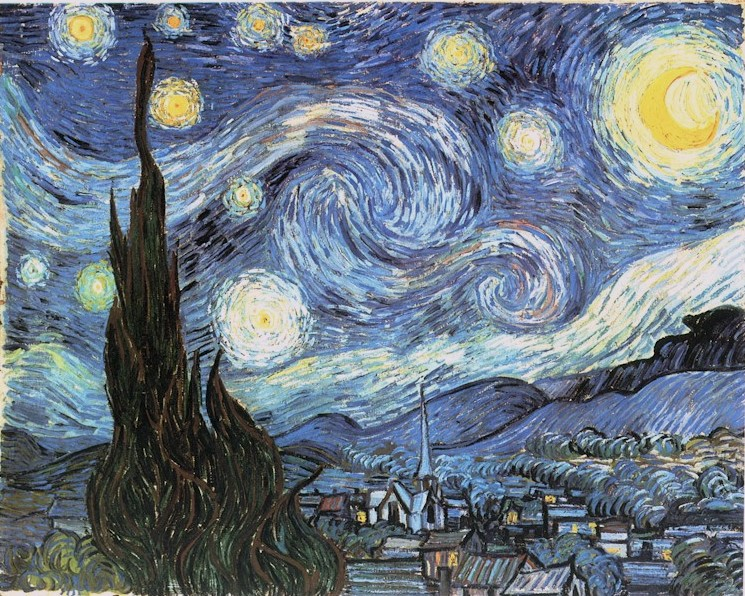
Vincent van Gogh: The Starry Night, 1889, Bảo tàng Nghệ thuật Hiện đại. Saint Rémy. Tranh sơn dầu trên vải, 29 × 361/4" (73.7 × 92.1 cm). Có được nhờ di vật của Lillie P. Bliss

"Cơ sở tài chính bảo đảm" được xác định mơ hồ trong di chúc của Bliss, cũng là một loại khả năng trao tặng để duy trì và mở rộng bộ sưu tập đã dẫn đến các cuộc đàm phán kéo dài giữa anh trai của Bliss và cũng là người thực thi di chúc của bà, Cornelius Newton Bliss và hội đồng quản trị của Bảo tàng Nghệ thuật Hiện đại. Cơ sở cho tổng mức tài trợ sẽ là giá trị của bộ sưu tập được tặng cho bảo tàng. Một ý kiến chuyên gia của phòng trưng bày ở New York Ferargil đã đánh giá cao bộ sưu tập và định giá nó ở mức $1,139,036.00, với ba tác phẩm của Cézanne The Bathers, Still Life with Apples và  Pine and Rocks được định giá $150,000 và Rider before Hills của Degas được định giá $40,000. Theo ước tính này, ban đầu Bliss và Hội đồng Bảo tàng đồng ý quyên góp số tiền $1.000.000.
Bởi vì Great Depression vào đầu những năm 1930 tăng số tiền đó được chứng minh là cực kỳ khó khăn. Bảo tàng Nghệ thuật Hiện đại đã quản lý để thương lượng số tiền xuống còn $750.000 đầu tiên và cuối cùng là $600.000. Số tiền này có thể được quyên góp bằng một số khoản đóng góp lớn. Abby Aldrich Rockefeller đóng góp $200,000; con trai bà là Nelson A. Rockefeller và Quỹ Carnegie mỗi bên $100,000. Vào tháng 3 năm 1934, số tiền theo thỏa thuận đã có đủ và bộ sưu tập Bliss, bao gồm các tác phẩm của Paul Cezanne, Edgar Degas, Andre Derain, Henri Mattisse, Amedeo Mogdigliani, Pablo Picasso, André Dunoyer de Segonzac, ..., đã được chuyển đến viện bảo tàng một cách hợp pháp. Nó tạo thành nền tảng cho bộ sưu tập của bảo tàng và số tiền quyên góp được đã phục vụ cho việc mở rộng bộ sưu tập kể từ đó với tên gọi Di vật của Lillie P. Bliss.
Theo di nguyện của bà ấy, bảo tàng đã bán hết từng tác phẩm của bộ sưu tập nghệ thuật Bliss. Ví dụ bức họa của Degas Jockeys on Horseback before Distant Hills được bán vào cuối những năm 1930 với giá $18,000 để mua bức họa của Picasso là Les Demoiselles d'Avignon với số tiền thu được và lãi thêm $10,000. Bằng cách bán 3 tác phẩm khác từ bộ sưu tập Bliss, mua thêm bức họa The Starry Night của Vincent van Gogh năm 1941.
Năm 1951, ba tác phẩm khác từ bộ sưu tập Bliss đã được bán cho Bảo tàng Metropolitan: Các bức họa của Odilon Redon là Etruscan Vase with Flowers, Paul Cézanne's Portrait of Antoine Dominique Sauveur Aubert và của Pablo Picasso là Woman in White. Của Henri Rousseau Lion in the Jungle và của Camille Pissarro Riverside (cả hai hiện đều nằm trong bộ sưu tập riêng) và của Henri de Toulouse-Lautrec May Belfort (hiện tại ở trong Bảo tàng nghệ thuật Cleveland) và của Pierre-Auguste Renoir Brouillard à Guernsey (hiện tại ở trong Bảo tàng nghệ thuật Cincinnati), tất cả đã được bán.
Đổi lại việc bán đi các bức họa trong Di vật của Lillie P. Bliss, Bảo tàng Nghệ thuật Hiện đại đã mua lại các bức họa của Henri Matisse, André Derain, Georges Braque, Amedeo Modigliani, Alexej von Jawlensky, Alberto Giacometti, Balthus, Alexander Archipenko, Juan Gris, Pablo Picasso, Fernand Léger, Theo van Doesburg, Marc Chagall, Piet Mondrian, Lyonel Feininger, Arshile Gorky cũng như các tác phẩm điêu khắc của Umberto Boccioni, Henri Matisse, Henry Moore, Constantin Brâncuși, Joseph Cornell và nhiều tác phẩm nghệ thuật khác.
Ngoài Di vật của Lillie P. Bliss, Trung tâm Nghiên cứu Quốc tế Lillie P. Bliss cũng tưởng nhớ người đồng sáng lập bảo tàng. Trung tâm nghiên cứu lịch sử trong lĩnh vực nghệ thuật hiện đại này được đặt tại Bảo tàng Nghệ thuật Hiện đại.

## Văn học
- Barr, Jr., Alfred. The Lillie P. Bliss Collection. New York: Plantin Press, 1934.
- Brown, Milton. The Story of the Armory Show. New York: Abbeville press, 1988, ISBN 0-89659-795-4:
- James, Edward T., Janet Wilson James và Paul Boyer: Notable American Women, 1607–1950: A Biographical Dictionary. Cambridge: Belknap Press of Harvard University Press, 1971, ISBN 0-674-62734-2.
- Kantor, Sybil Gordon.  Alfred H. Barr, Jr. and the Intellectual Origins of the Museum of Modern Art. Cambridge: MIT Press, 2003.
- Roob, Rona. "A Noble Legacy." Art in America, (Tháng 11 năm 2003) Phần 91, số 11, trang 73–83.